# Brad Delp
Bradley E. Delp (12. června 1951, Peabody , Massachusetts, Spojené státy – 9. března 2007, Atkinson, New Hampshire Spojené státy) byl americký hudebník, nejvíce známý jako frontman rockové skupiny Boston.

## Diskografie
- Boston (1976)
- Don't Look Back (1978)
- Barry Goudreau (1980)
- Orion The Hunter (1984)
- Third Stage (1986)
- Return to Zero (1991)
- Greatest Hits (Boston) (1997)
- Lost (1998)
- Corporate America (2002)
- Delp And Goudreau (2003)
- Lost and Found (2005)
- Delp And Goudreau (2007)
- Orpheus Again (Bruce Arnold) (2010)